# ادوالدو والریو
ادوالدو والریو (انگلیسی: Edvaldo Valério؛ زادهٔ ۲۰ آوریل ۱۹۷۸) ورزشکار ورزش شنا اهل برزیل است.
وی در مسابقات کشوری و بین‌المللی در مجموع برندهٔ ۱ مدال برنز شده‌است.